# 高倬 (清朝)
高倬（？—1860年），字汉卿，清朝政治人物，河南河内县（今沁阳市）人。

## 生平
道光二十一年（1841年）中会试，二十五年（1845年）补殿试，成进士。初授兵部主事，升武选司掌印郎中。咸丰八年（1858年），京察一等，外放以府道用。次年十月授江苏松江府知府。咸丰十年（1810年）太平军破城，高倬身死。